# ماركيز أوغدن
ماركيز أوغدن (بالإنجليزية: Marques Ogden)‏ هو لاعب كرة قدم أمريكية أمريكي، ولد في 15 نوفمبر 1980 في واشنطن العاصمة في الولايات المتحدة.